# Peter Chatel
Peter Chatel (* 7. Dezember 1943 in Bad Segeberg; † 25. August 1986 in Hamburg; eigentlich: Peter Schlätel) war ein deutscher Schauspieler.

## Leben und Karriere
Laut eigener Angabe kannte er schon als Kind nur ein Berufsziel: Schauspieler. „Ich bin schon als Schüler über 200 mal im Jahr ins Theater gegangen und durfte später auch bei Proben von Gustaf Gründgens dabei sein, bei dem ich später als Regie-Assistent arbeiten wollte.“ Er absolvierte die Hochschule für Musik und darstellende Kunst Hamburg und debütierte 1967 am Zimmertheater in Heidelberg.
Entdeckt wurde Chatel allerdings nicht am Theater, sondern beim Fernsehen. Mit 25 spielte er 1969 in der Folge Ein Mädchen meldet sich nicht mehr der Krimiserie Der Kommissar überzeugend einen Junkie und erhielt danach zahlreiche TV-Angebote.
Anstatt eine Fernsehkarriere einzuschlagen, zog es ihn jedoch nach Italien, wo er mit namhaften Regisseuren arbeitete. Für seine Rolle in Giorgio Albertazzis Film Gradiva (nach dem Relief Gradiva) wurde Chatel 1970 beim Filmfestival Locarno mit dem Darstellerpreis ausgezeichnet. Weiterhin spielte er unter der Regie des Kultregisseurs Radley Metzger in dem erotischen Drama Camille 2000 und unter Joseph Losey in Die Ermordung Trotzkis.
Wegen des Besitzes von 40 Gramm Marihuana wurde Chatel in Italien zu zwei Jahren Gefängnis verurteilt; auf Vermittlung der deutschen Botschaft und nach Begnadigungsgesuchen, die u. a. Heinrich Böll, Ingeborg Bachmann und Peter von Zahn sowie Luchino Visconti unterzeichnet hatten, wurde er später nicht inhaftiert, aber ausgewiesen. Zurück in Deutschland, spielte er 1974 am Schauspielhaus Bochum, 1975 an der Freien Volksbühne Berlin und 1975/76 im Theater am Turm in Frankfurt am Main. Hier begann eine überaus fruchtbare Zusammenarbeit mit Rainer Werner Fassbinder, zu dessen Ensemble am Frankfurter Theater am Turm (TAT) Chatel gehörte und mit dem er insgesamt sieben Filme drehte. Daneben begann Chatel, selbst Theaterstücke zu schreiben und zu inszenieren – mit großem Erfolg bei Kritik und Publikum sowohl in Deutschland als auch in Frankreich, wo er seither lebte.
Er starb im Alter von 42 Jahren an AIDS.

## Filmografie
- 1964: Campingplatz
- 1966: Die Gefangenen von Murano
- 1967: Willst Du nicht das Lämmlein hüten?
- 1969: Kameliendame 2000 (Camille 2000)
- 1969: Der Kommissar: Ein Mädchen meldet sich nicht mehr
- 1969: Helgalein
- 1971: Der Fall Eleni Voulgari
- 1971: Der Kommissar: Der Tote von Zimmer 17
- 1972: Händler der vier Jahreszeiten
- 1972: The Child – Die Stadt wird zum Alptraum (Chi l’ha vista morire?)
- 1972: Heute nacht oder nie
- 1972: Das Mädchen und der Mörder (L‘assassinat de Trotsky)
- 1973: Welt am Draht
- 1974: Der Kommissar: Domanns Mörder
- 1974: Karl May
- 1974–1976: Motiv Liebe (TV-Serie, 26 Folgen)
- 1974: Martha
- 1974: La Paloma (1974)
- 1974: 1 Berlin-Harlem
- 1974: Der Kommissar: Traumbilder
- 1975: Faustrecht der Freiheit
- 1975: Satansbraten
- 1975: Derrick: Alarm auf Revier 12 (TV)
- 1975: Mutter Küsters’ Fahrt zum Himmel
- 1976: Schatten der Engel
- 1976: Die Erzählungen Bjelins
- 1977: Jane bleibt Jane
- 1980: Lili Marleen
- 1980: Malou
- 1980: Looping
- 1981: Heute spielen wir den Boß – Wo geht’s denn hier zum Film?
- 1983: Derrick: Via Genua (TV)
- 1983: Derrick: Die kleine Ahrens (TV)
- 1986: Die Zukunft hat Geburtstag (Einspielfilm in der TV-Show)